# Copa de Honor (Uruguay)
Die Copa de Honor war ein uruguayischer Fußball-Vereinswettbewerb, der von 1905 bis 1920 ausgespielt wurde.
Das Turnier diente zur Ermittlung des uruguayischen Teilnehmers im Rahmen der Copa de Honor Cousenier, in der der Sieger der Copa de Honor gegen den Sieger des argentinischen Parallelwettbewerbs Copa de Honor Municipalidad de Buenos Aires antrat. Nachdem die Copa de Honor Cousenier ab 1920 nicht mehr stattfand, wurde das Turnier 1921 und 1923 unabhängig davon ausgetragen. Der Sieger war bei diesen beiden Gelegenheiten jeweils Nacional.

## Die Sieger
| Jahr | Sieger                    |
| ---- | ------------------------- |
| 1905 | Nacional Montevideo       |
| 1906 | Nacional Montevideo       |
| 1907 | CURCC                     |
| 1908 | Montevideo Wanderers      |
| 1909 | CURCC                     |
| 1910 | Montevideo Wanderers      |
| 1911 | CURCC                     |
| 1912 | River Plate Football Club |
| 1913 | Nacional Montevideo       |
| 1914 | Nacional Montevideo       |
| 1915 | Nacional Montevideo       |
| 1916 | Nacional Montevideo       |
| 1917 | Nacional Montevideo       |
| 1918 | Peñarol Montevideo        |
| 1919 | Nicht ausgetragen         |
| 1920 | Universal Football Club   |